# Требоњ
Требоњ (чеш. Třeboň) град је у Чешкој Републици. Град се налази у управној јединици Јужночешки крај, у оквиру којег припада округу Јиндрихув Храдец.

## Становништво
Према подацима о броју становника из 2014. године град је имао 8.481 становника.